# Eira
Eira là một chi động vật có vú trong họ Chồn, bộ Ăn thịt. Chi này được C. E. H. Smith miêu tả năm 1842. Loài điển hình của chi này là Mustela barbara Linnaeus, 1758.

## Hình ảnh

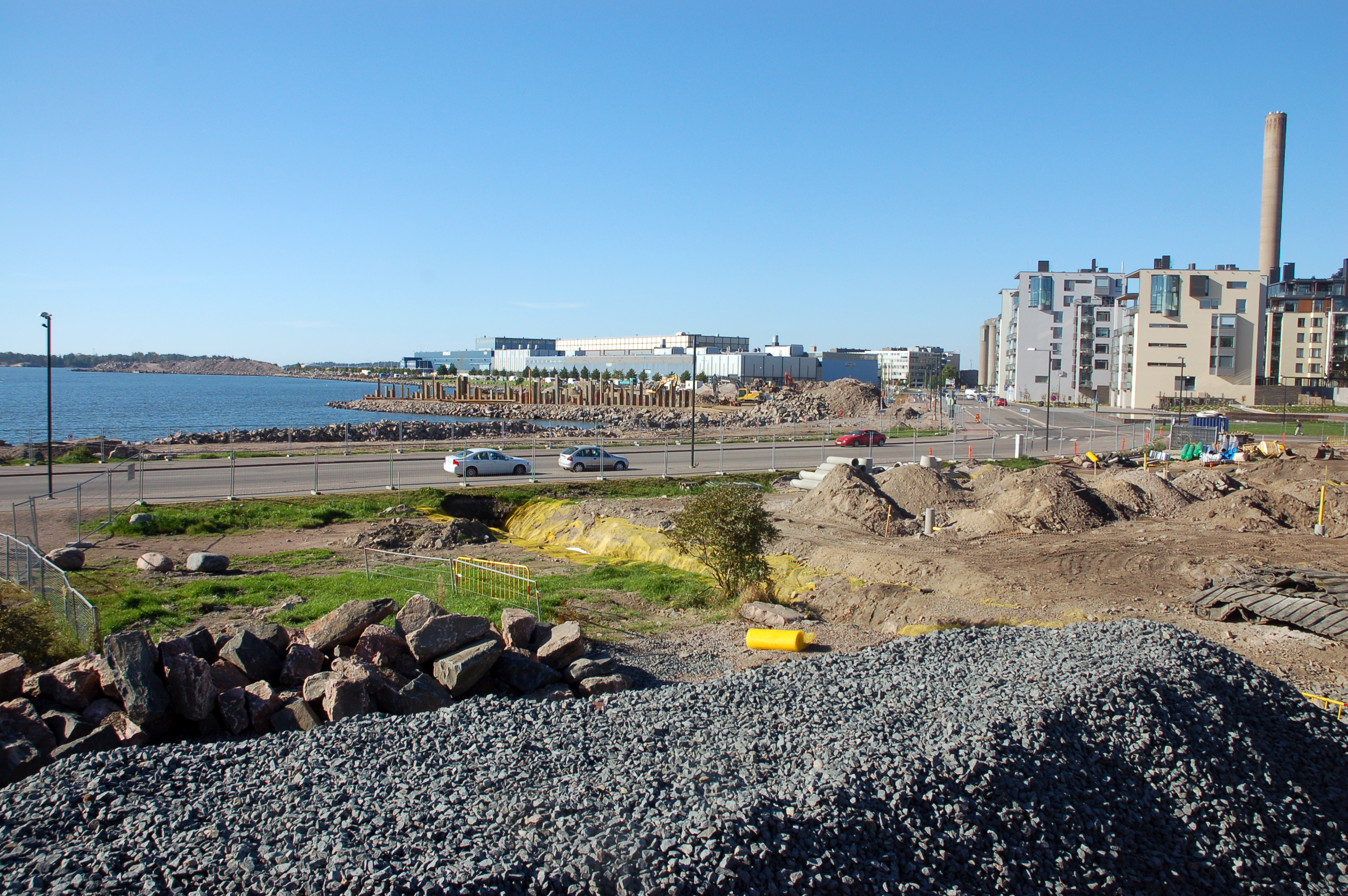
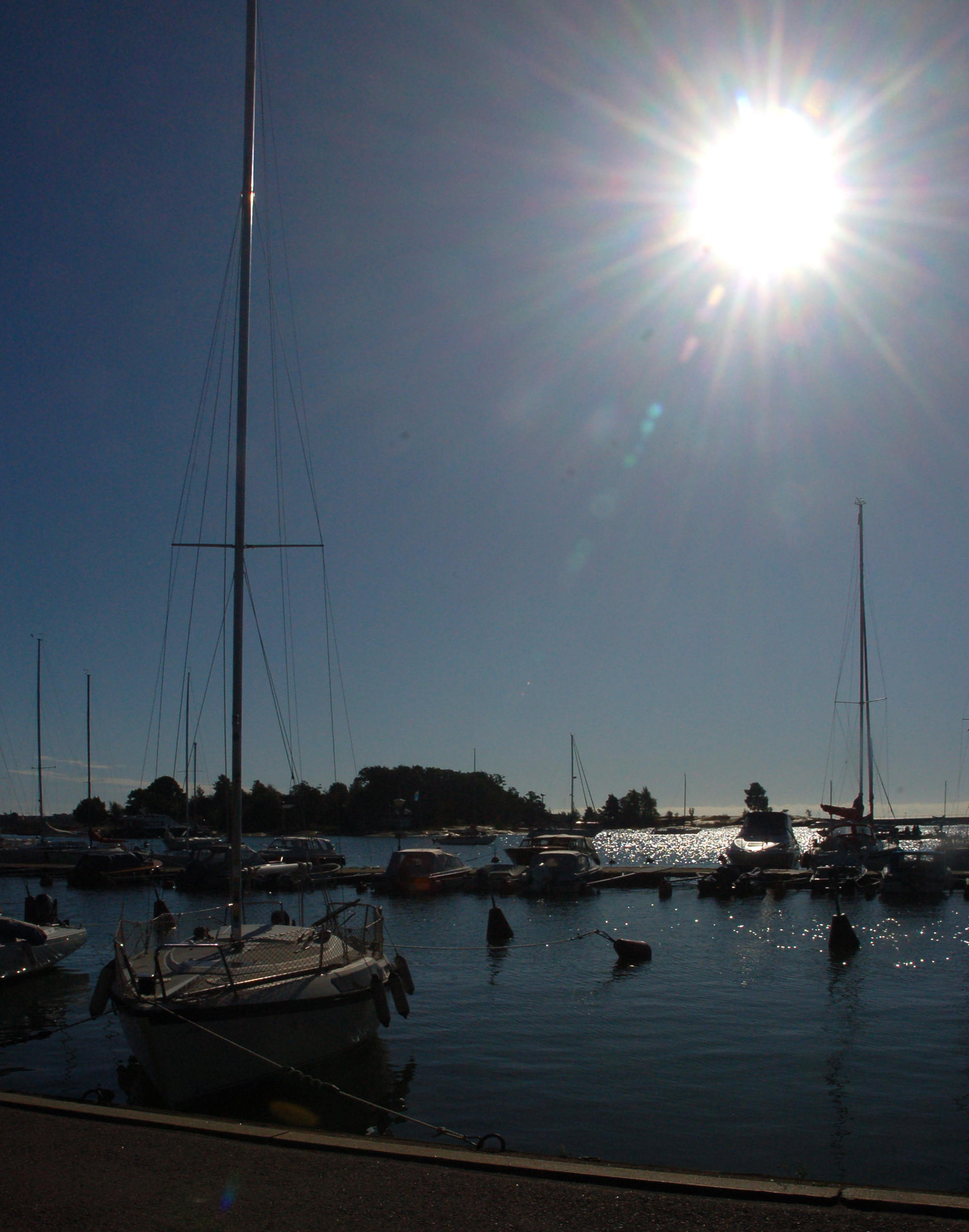
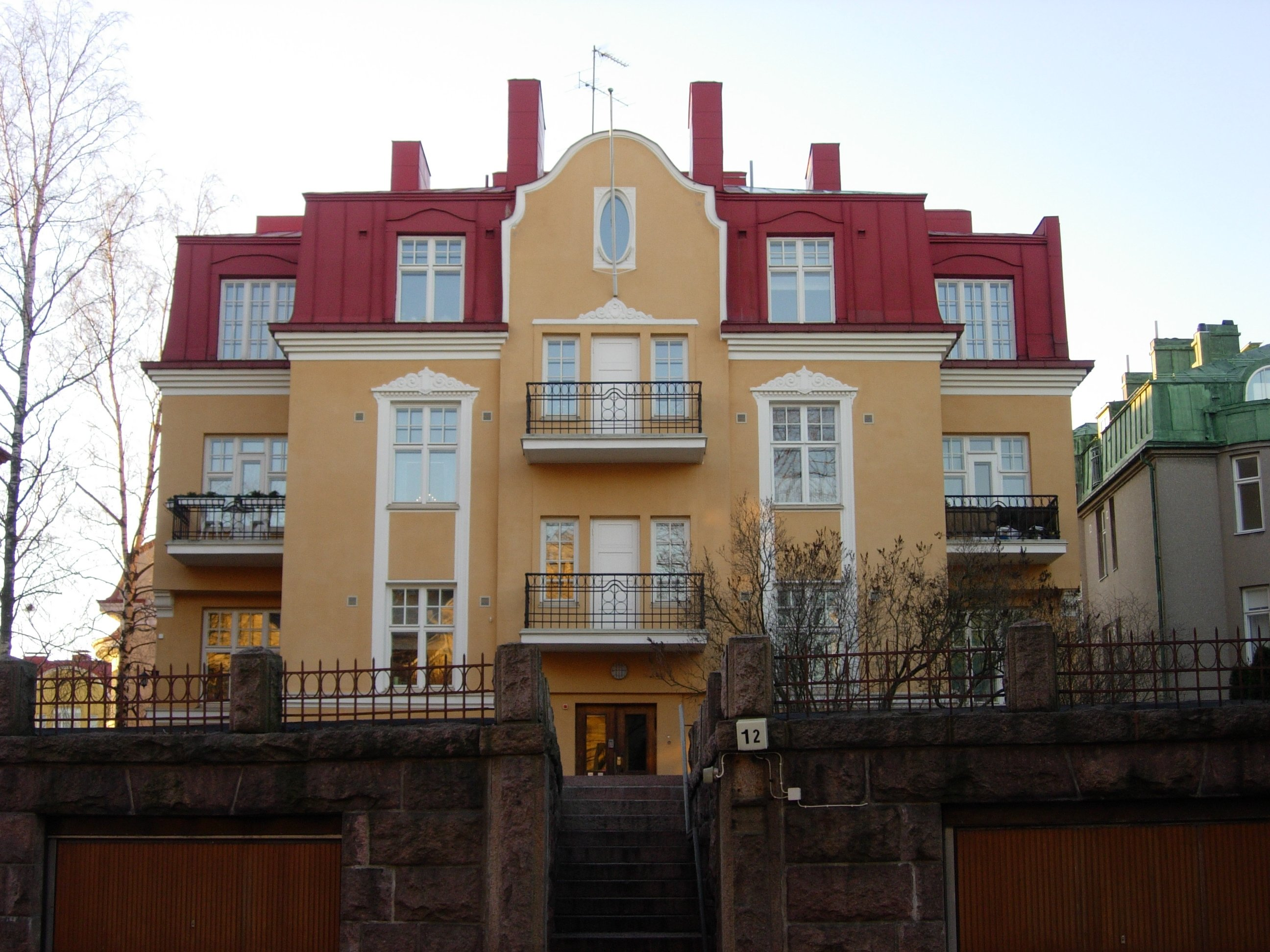
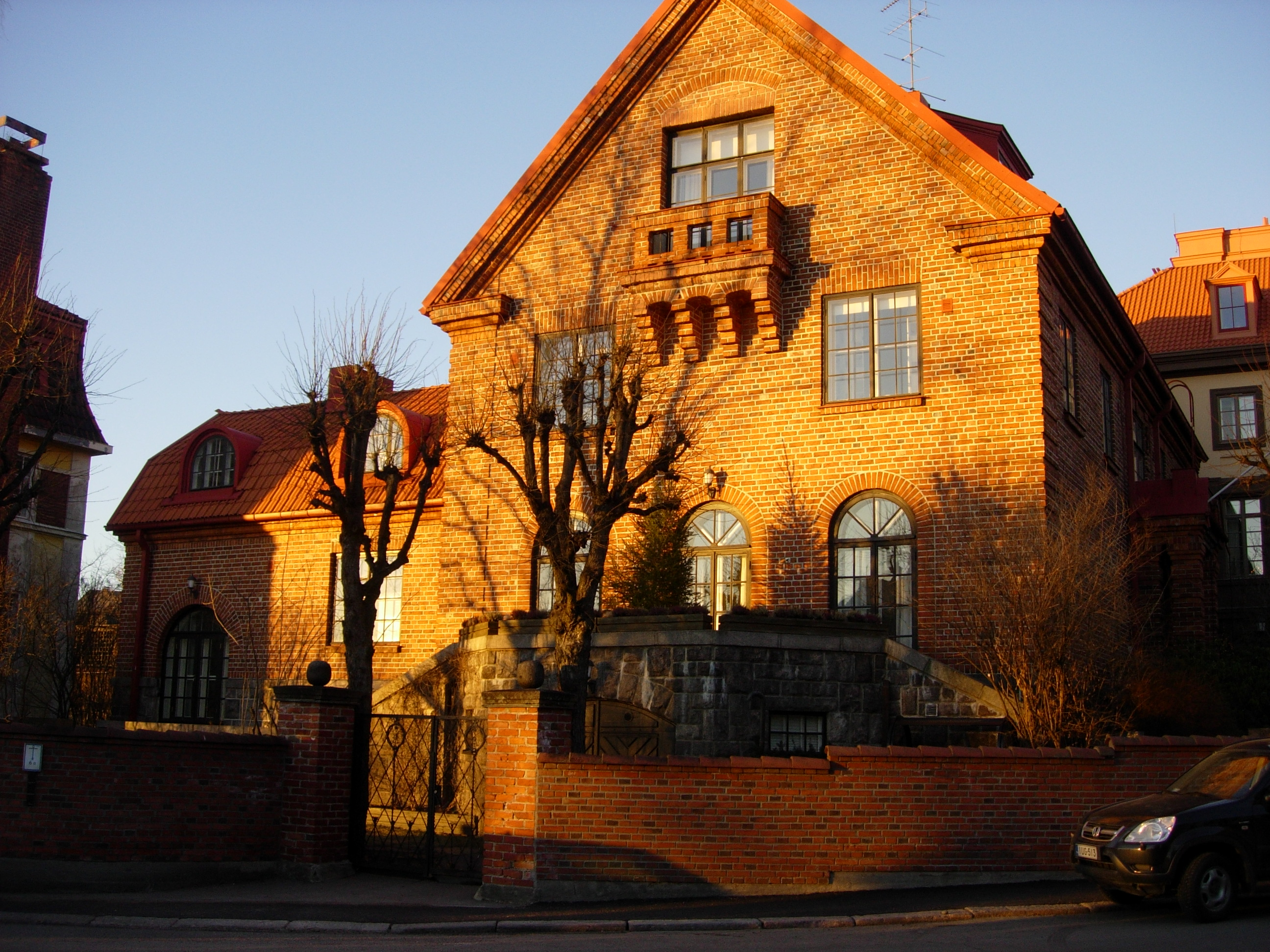

## Các loài
Chi này gồm các loài: